# Quận Lipscomb, Texas
Quận Lipscomb (tiếng Anh: Lipscomb County) là một quận trong tiểu bang Texas, Hoa Kỳ. Quận lỵ đóng ở thành phố Lipscomb 6. Theo kết quả điều tra dân số năm  2000 của Cục điều tra dân số Hoa Kỳ, quận có dân số 3057 người 2.